# Gabriel Héctor Fernández
Gabriel Héctor Fernández más conocido como El Gabi Fernández (Bragado, Provincia de Buenos Aires, Argentina; 22 de septiembre de 1977) es un exfutbolista y empresario deportivo argentino nacionalizado ecuatoriano. Actualmente se desempeña como director deportivo del equipo Cibao FC de República Dominicana.
Además fundaría en abril de 2017 el equipo F.C. El Campín, que compite en la Liga Bragadense de fútbol, (quinta división Argentina).

## Legado Deportivo
Su hijo Enzo Gabriel Fernández también es futbolista profesional ha jugado en las ligas de ascenso de España, Portugal, Ecuador y Argentina.
| Club              | País      | Año           |
| ----------------- | --------- | ------------- |
| CF Alcalà         | España    | 2016-2017     |
|                   | Portugal  | 2017-2018     |
| América de Ambato | Ecuador   | 2018-2019     |
| F.C. El Campín    | Argentina | 2019-presente |

## Como jugador
Gabi, debutó como profesional en la temporada 1996-1997 con el Bastia de Francia. De allí emigró a Chile para sumarse a Santiago Morning, aunque su paso por el club no fue afortunado: apenas disputó unos minutos en un solo encuentro durante toda la temporada. Ante la falta de continuidad, regresó a su país natal, donde recaló en el Colegiales de Munro. Allí logró recuperar su nivel, y para el Torneo de Clausura 2001, tuvo su revancha en el fútbol chileno, esta vez en Magallanes. A pesar de firmar una buena campaña, volvió a Argentina para vestir las camisetas de Estudiantes de Buenos Aires y Flandria.
En 2003, el “Gabi” vivió su tercera experiencia internacional al incorporarse al Olmedo y posteriormente al Deportivo Saquisilli ambos de Ecuador. Su desempeño dejó una grata impresión en la liga ecuatoriana, donde incluso llegó a nacionalizarse. Fue entonces cuando un histórico de Colombia posó sus ojos en él. Así, en enero de 2005, "Gabi" Fernández aterrizó en el Millonarios de Bogotá, donde rápidamente conquistó a la hinchada embajadora con su calidad técnica, despliegue y goles de gran factura. Pese a jugar tan solo un año y medio en el conjunto capitalino, es recordado como uno de los mejores volantes de creación que hayan pasado por el club. Tal fue su identificación con el equipo, que el propio Gabi se convirtió en hincha de Millonarios, asistiendo en varias ocasiones al Estadio El Campin tras su salida. No obstante, vale aclarar que no obtuvo títulos con el equipo azul.
Tras la crisis económica del Millonarios, decide continuar en Colombia pero se da su pasó al Real Cartagena y luego al Junior de Barranquilla. Después de tres temporadas destacadas en el fútbol colombiano, volvió a Ecuador para jugar en Emelec, donde continuó en buen nivel. En 2008, y tras once años, retorna a Europa al incorporarse a la liga alemana, donde disputó toda esa temporada antes de regresar nuevamente a Ecuador.
En junio de 2010 retornó al fútbol colombiano para sumarse al América de Cali. Su debut fue nada menos que ante su querido Millonarios, en un partido precedido por una anécdota inolvidable: el día anterior, el plantel del América firmaba autógrafos en un centro comercial de Bogotá, y la mayoría de los presentes eran hinchas de Millonarios que se acercaron exclusivamente para ver a Gabi, reafirmando su condición de referente azul. Finalizado su paso por el América, permaneció en la ciudad de Cali pero esta vez vistiendo la camiseta de los Deportivo Cali, donde jugó dos temporadas y anotó cuatro goles. 
En junio de 2012, tras nueve años en el extranjero, regresó a Argentina para volver a Flandria, donde solo disputó ocho partidos antes de concluir su contrato en diciembre de ese año.
En 2013 recaló en el Bragado Club de la Séptima División del fútbol argentino, donde jugó 34 partidos, convirtió 14 goles y se consagró campeón del Torneo Federal "C". Finalmente, en 2015, colgó los botines tras 19 años de carrera profesional.

## Como Directivo
Cuando llega a Bragado Club en 2013 ya alternaba como futbolista y empresario deportivo (Mánager).  Actualmente representa varios jugadores y entrenadores en distintas ligas de Sudamérica.
Además en abril de 2017 fundaría el equipo profesional (afiliado indirectamente en la AFA), F.C. El Campín, donde compiten en la Liga Bragadense de Fútbol (Quinta División) y de a poco esperan ir ascendiendo hasta la máxima categoría ya que este es un proyecto serio.
En los últimos se ha desempeñado como director deportivo en Ecuador y República Dominicana, en el Olmedo y el Cibao respectivamente.

## Clubes

### Como jugador
| Club                 | País                | Año                 | Partidos | Goles |
| -------------------- | ------------------- | ------------------- | -------- | ----- |
| SC Bastia            | Francia             | 1996-1997           | 15       | 8     |
| Santiago Morning     | Chile               | 1998                | 1        | 0     |
| Colegiales           | Argentina           | 1999-2000           | 46       | 17    |
| Deportivo Magallanes | Chile               | 2001                | 15       | 8     |
| Estudiantes BA       | Argentina           | 2001-2002           | 50       | 7     |
| Flandria             | Argentina           | 2003                | 14       | 7     |
| Deportivo Saquisili  | Ecuador             | 2003-2004           | 26       | 12    |
| Olmedo               | Ecuador             | 2004                | 22       | 16    |
| Millonarios          | Colombia            | 2005-2006           | 54       | 24    |
| Real Cartagena       | Colombia            | 2006                | 14       | 5     |
| Junior               | Colombia            | 2007                | 10       | 2     |
| Emelec               | Ecuador             | 2007                | 14       | 6     |
| TuS Koblenz          | Alemania            | 2008                | 24       | 1     |
| Macará               | Ecuador             | 2009-2010           | 47       | 19    |
| América de Cali      | Colombia            | 2010                | 18       | 6     |
| Deportivo Cali       | Colombia            | 2011-2012           | 47       | 4     |
| Flandria             | Argentina           | 2012                | 8        | 8     |
| Bragado Club         | Argentina           | 2013-2015           | 34       | 14    |
| Total en su carrera  | Total en su carrera | Total en su carrera | 465      | 164   |

### Como Directivo
| Club           | País                 | Año           | Rol                |
| -------------- | -------------------- | ------------- | ------------------ |
| F.C. El Campín | Argentina            | 2017-presente | Propietario        |
| Olmedo         | Ecuador              | 2019          | Director deportivo |
| Cibao          | República Dominicana | 2020-presente | Director deportivo |